# کاوازاکی سی-۲
کاوازاکی سی-۲ (انگلیسی: Kawasaki C-2) هواپیمای ترابری نظامی با ابعاد متوسط ، دو موتور توربوفن ،برد طولانی و سرعت زیاد توسط صنایع سنگین کاوازاکی (KHI) برای نیروی هوایی دفاعی ژاپن توسعه یافته‌است .

## توسعه
در سال ۲۰۰۱ وزارت دفاع ژاپن در پی تصمیم برای نوسازی ناوگانهای فرسوده و نیاز به هواپیمای ترابری جدید، شروع به تحقیق و برنامه‌ریزی برای تهیه ۴۰ فروند هواپیما و جایگزین نمودن در ناوگانهای فرسوده بجای کاوازاکی سی-۱ و سی-۱۳۰ هرکولس نمود.پس از تحقیق دربارهٔ هواپیماهای ترابری نظامی خارجی مانند سی۱۳۰جی سوپر هرکولس ، سی-۱۷گلوبمستر-۳ و ایرباس آ-۴۰۰ام وزارت دفاع ژاپن اعلام کرد هیچ یک
از هواپیماهای موجود ، نیاز نیروی هوایی ژاپن را تأمین نمی‌کنند و تصمیم بر توسعه هواپیماهای موجود گرفته شد .

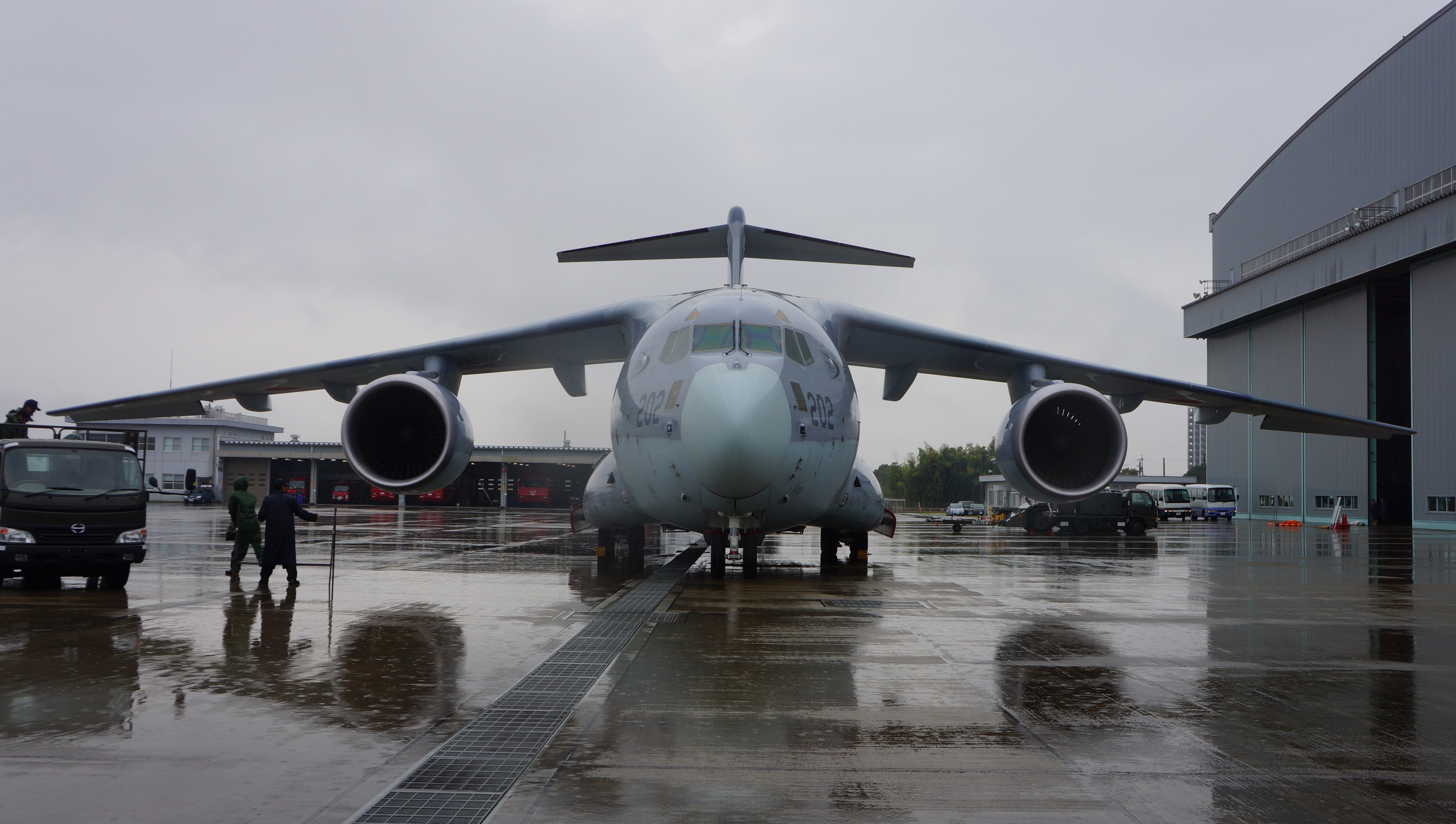
دومین نمونه ساخته شده

صنایع سنگین کاوازاکی گزینه منتخب برای توسعه این هواپیما بود که این برنامه موازی با برنامه توسعه هواپیمای Kawasaki P-1 برای کاهش هزینه‌ها و اشتراک در بدنه اصلی و اجزای سیستم انجام شود .

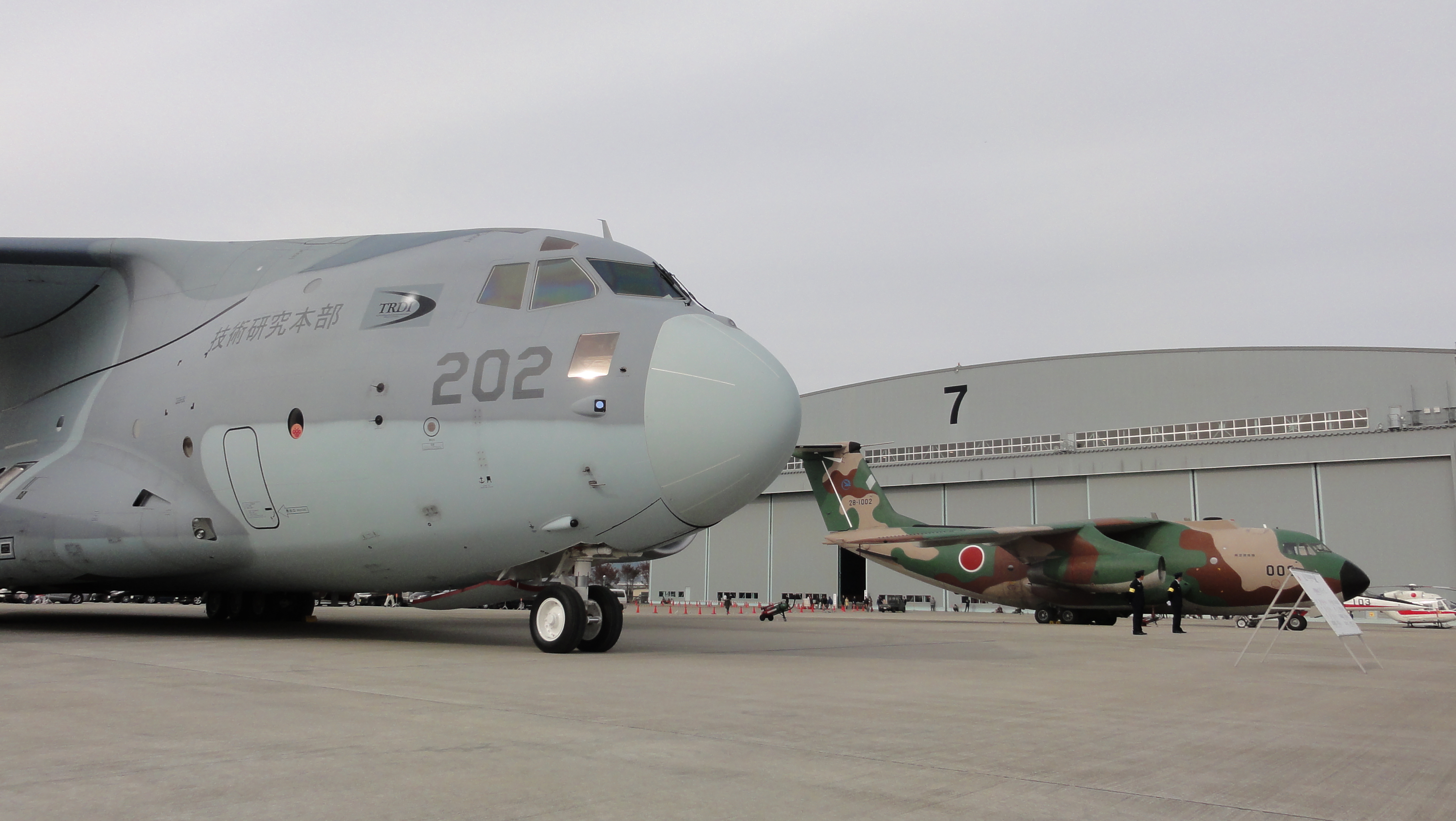
ایکس سی-۲در کنار کاوازاکی سی-۱

## مشخصات
- خدمه :۳ (۲خلبان و ۱ لودمستر)
- ظرفیت:۳۷،۶۰۰ کیلوگرم
- طول : ۴۳.۹ متر
- پهنای دوسر بال : ۴۴.۴ متر
- ارتفاع : ۱۴.۲ متر
- وزن خالی : ۶۰،۸۰۰ کیلوگرم
- حداکثر وزن برخاست : ۱۴۱،۴۰۰ کیلوگرم
- پیشرانه : ۲ موتور جنرال الکتریک مدل : CF6-80۰C2K1F - فشار هرکدام ۲۶۶ هزار نیوتن[۵]